# Pidluschne
Pidluschne (ukrainisch Підлужне; russisch Подлужное Podluschnoje, polnisch Podłużne) ist ein Dorf im geografischen Zentrum der ukrainischen Oblast Riwne mit etwa 770 Einwohnern (2001).

## Geographische Lage
Die Ortschaft liegt auf einer Höhe von 173 m an der Mündung des 28 km langen Samtschysko (Замчисько) in die Horyn, einem 659 km langen, rechten Nebenfluss des Prypjat, 12 km nordwestlich vom ehemaligen Rajonzentrum Kostopil und etwa 47 km nördlich vom Oblastzentrum Riwne.

## Geschichte
Das erstmals 1577 schriftlich erwähnte Dorf lag bis zur dritten polnischen Teilung in der Woiwodschaft Wolhynien der Adelsrepublik Polen und kam dann an das Russische Kaiserreich, wo es im Gouvernement Wolhynien lag. In Folge des Ersten Weltkrieges und dem daran folgenden Polnisch-Sowjetischen Krieg lag das Gemeindegebiet ab 1921 in der Woiwodschaft Wolhynien der Zweiten Polnischen Republik.
Im September 1939 wurde das Gemeindegebiet zunächst von sowjetischen Truppen besetzt, bis es am 5. Juli 1941 von Deutschland okkupiert und dem Reichskommissariat Ukraine, Generalbezirk Wolhynien und Podolien angeschlossen wurde. Am 14. Januar 1944 wurde Pidluschne erneut von der Roten Armee erobert und der Ukrainischen SSR innerhalb der Sowjetunion einverleibt. Nach deren Zerfall 1991 wurde das Dorf Bestandteil der nun unabhängigen Ukraine.

## Gemeinde
Am 12. Juni 2020 wurde das Dorf ein Teil neu gegründeten Stadtgemeinde Kostopil im Rajon Kostopil; bis dahin bildete es zusammen mit den Dörfern Welyka Ljubascha (Велика Любаша), Kortschiwja (Корчів'я), Kosmatschiw (Космачів) und Trubyzi (Трубиці) die Landratsgemeinde Pidluschne (Підлужненська сільська рада/Pidluschnenska silska rada) im Zentrum des Rajons Kostopil.
Am 17. Juli 2020 wurde der Ort Teil des Rajons Riwne.